# Valdeavellano
Valdeavellano es un municipio y localidad española de la provincia de Guadalajara, en la comunidad autónoma de Castilla-La Mancha. El término municipal tiene una población de 97 habitantes (INE 2024).

## Historia
En 1554 la localidad obtuvo el título de villa. A mediados del siglo XIX, el lugar contaba con una población censada de 135 habitantes. La localidad aparece descrita en el decimoquinto volumen del Diccionario geográfico-estadístico-histórico de España y sus posesiones de Ultramar de Pascual Madoz de la siguiente manera:

VAL DE AVELLANO: v. con ayunt. en la prov. de Guadalajara (3 leg.), part. jud. de Brihuega (2), aud. terr. de Madrid (13), c. g. de Castilla la Nueva, dióc. de Toledo (25): sit. sobre terreno peñascoso, con clima templado; tiene 85 casas; la consistorial; cárcel; una posada; escuela de instruccion primaria comun á ambos sexos; una fuente de abundantes y buenas aguas; una igl. parr. (Sta. María Magdalena) servida por un cura y un sacristan: confina el térm. con los de Atanzon, Caspueñas, Tomellosa y Archilla, con infinidad de manantiales; el despoblado de San Marcos y las ermitas del Espíritu Santo, La Soledad y San Roque: el terreno bañado por un pequeño riach., es de buena calidad, y de buenos montes de encina y roble divididos en 6 cuarteles: caminos: los que dirigen á los pueblos limítrofes: correo: se recibe y despacha en Guadalajara: prod.: cereales, legumbres, patatas, vino, aceite y pastos, con los que se mantiene ganado lanar, cabrío, vacuno y mular; hay caza de perdices, conejos, liebres, venados y corzos: ind.: la agrícola y 2 molinos, uno harinero y otro aceitero. pobl.: 40 vec., 135 alm. cap. prod.: 832,860 rs. imp.: 58,300. contr.: 4,326.
(Madoz, 1849, p. 255)

## Demografía
Valdeavellano cuenta con una población de 97 habitantes (INE 2024).
| Gráfica de evolución demográfica de Valdeavellano entre 1842 y 2021                                                 |
| |
| Población de derecho según los censos de población del INE Población de hecho según los censos de población del INE |

| 96            | 103 | 85 | 103 | 84 | 102 |
| (Fuente: INE) |     |    |     |    |     |